# Curtiss SOC Seagull

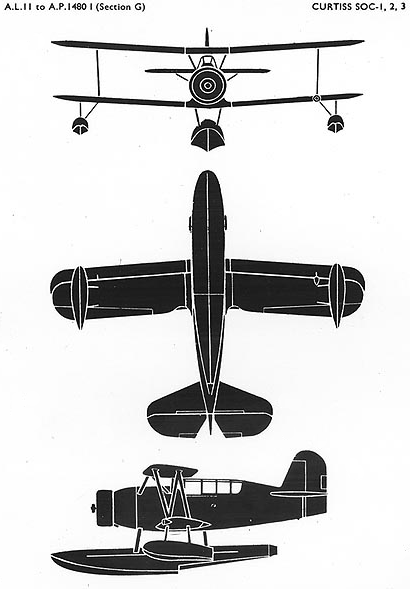
Схематичне зображення літаючого човна «Кертіс» SOC «Сігал»

«Кертіс» SOC «Сігал» (англ. Curtiss SOC Seagull) — американський розвідувальний поплавковий гідролітак виробництва авіакомпанії Curtiss-Wright, що перебував на озброєнні американських лінійних кораблів та крейсерів. Літак запускався з борту корабля за допомогою стартової катапульти, брав у складі американського флоту участь у бойових діях до середини Другої світової війни, але, через складності з його наступниками літаки продовжували виконувати завдання з патрулювання та спостереження аж до кінця воєнних дій.

## Історія створення
На початку 1933 року міністерство ВМС США розіслало американським авіакомпаніям свої тактико-технічні вимоги для нового палубного літака-розвідника. Експертна комісія розглянула пропозиції фірм Curtiss, Douglas і Vought. Для розгляду запропонованих варіантів кожній фірмі були замовлені під відповідними індексами: XO3C-1, XO2D-1 і XO5U-1 дослідні зразки-прототипи.
19 червня 1933 році XO3C-1 був замовлений «Кертіс» і у квітні 1934 року прототип здійснив свій перший політ. У серії цей літак отримав позначення SOC-1 і призначався для розвідувальних і спостережних цілей.

## Конструкція
«Кертіс» SOC «Сігал» — розчалочний суцільнометалевий біплан (сталевий набір фюзеляжу та дюралевий — крил) з полотняною обшивкою та з крилами, що складаються, і легкосплавним хвостовим оперенням. Фюзеляж виготовлявся із зварених сталевих труб. Кабіна літака — тандемного типу, що закривалася суцільним прозорим зсувним ліхтарем, а закабінний гаргрот міг опускатися для збільшення секторів обстрілу турельного кулемета.
Перший прототип був обладнаний колісно-поплавковим шасі. Пізніше, серійні літаки випускалися як поплавкові, однак, у разі потреби мали можливість встановлювати колісне шасі із хвостовим колесом, які не вбиралися. Літаки можна було швидко переробити з однієї конфігурації в іншу.

## Історія служби
У листопаді 1935 року американський легкий крейсер «Марблхед» типу «Омаха», став першим кораблем, який отримав сучасний SOC «Сігал», за ним були однотипні «Мемфіс» і «Рейлі», а також важкі крейсери «Індіанаполіс» і «Огаста». До червня 1936 року новими літаками озброїли 6 ескадр: «лінкорні» VS-5B, VS-6B, а також «крейсерські» VS-9S, VS-10S, VS-1 IS і VS-12S. У другій половині 30-х рр. гідроплани «Сігал» базувалися на всіх великих бойових кораблях американського флоту — лінкорах і крейсерах. Навіть канонерські човни «Чарльстон» і «Ері» несли по одному SOC-1. Прототип XSOC-1 і один із серійних SON-1 були приписані до есмінцю «Ноа» (типу «Клемсон») — цей корабель служив для відпрацювання можливого базування гідролітаків на есмінцях.
До кінця 1938 року виробництво літаків завершилося. До 1941 року більшість лінійних кораблів були переоснащені на OS2U «Кінгфішер», а на крейсери повинні були поставити замість застарілих машин ще одну розробку компанії «Кертіс» — гідроплан SO3C «Сімю». Однак, машини SO3C мали слабкий двигун і тому їх списали. Літаки SOC «Сігал» попри свій вік, продовжували нести службу, виконуючи покладені на них завдання з розвідки і спостереження.
На час нападу японського флоту на Перл-Гарбор та вступу США у Другу світову війну на лінкорах та старих крейсерах типу «Омаха» «Сігали» були переважно замінені більш сучасними гідропланами OS2U «Кінгфішер», але на нових крейсерах залишалося досить багато «Кертіс» SOC-1 і SOC-3. На цих корабля «Кінгфішери» з крилами, що не складаються, не вміщалися у нижні ангари. «Сігали» перебували на озброєнні «крейсерських» ескадрилей VCS-3 — VCS-9 (з них лише VCS-7 входила до складу Атлантичного флоту, решта перебували на Тихому океані). Як правило, така ескадрилья налічувала близько 15 гідропланів SOC-1, SOC-1 і SON-1, а також 2-3 колісних літаки SOC-2. По 1-2 «Сігал» було приписано до авіаносців в ролі літаків зв'язку. Нарешті, 12 літаків SOC-3 (на колісному шасі) перебувало у складі ескадрильї морської піхоти VMS-2, що базувалася в Сан-Дієго.
Після 7 грудня 1941 року головним театром бойового застосування «Кертіс» SOC «Сігал» став Тихий океан. У ролі корабельних розвідників-коректувальників «Сігали» брали участь у боях на Маршаллових островах, островах Гілберта, на Гуадалканалі та Вейку, а також на Алеутських островах. Крім цього, літаки залучалися для протичовнової охорони, здійснюючи польоти з парою підвішених глибинних бомб.
Протягом 1942 року SOC поступово замінювали більш сучасні машини, а «Сігали» перетворювалися на палубні для служби на ескортних авіаносцях. Перший американський корабель цього класу — «Лонг Айленд» — отримав 12 SOC-3A, що експлуатувалися спільно з винищувачами F2A-2 «Буффало». Наприкінці 1942 року на Тихому океані літаки «Кертіс» SOC-3A були в чотирьох ескадрильях ескортних авіаносців: VGS-9 («Боуг»), VGS-11 («Кард»), VGS-13 («Кор») і VGS-18 («Альтамаха»).
На Атлантиці в ескадрильї VGS-30 авіаносця «Черджера» було 8 SOC-3A і 3 SON-1A. До середини 1943 року на ескортних авіаносцях «Сігали» були замінені більш сучасними і потужними TBF-1. Водночас кар'єра їх в ролі корабельних гідролітаків виявилася несподівано тривалою. Через невдачі з новим гідропланом S03C старі «Сігали» довелося повернути на крейсери. Зокрема, на Атлантиці літаки SOC-3 і SON-1 в 1943—1944 роках служили в ескадрильях VCS-7 і VCS-8. Вони застосовувалися на Середземному морі. На Тихому океані такі гідроплани зберігалися в ескадрильях VCS-6 і VCS-12 (в останній вони служили практично до капітуляції Японії). У допоміжних частинах останні «Сігали» експлуатувалися до 1946 року.

## Основні модифікації
- XO3C-1 (Curtiss Model 71) — прототип літака, оснащений двигуном Pratt & Whitney R-1340 Wasp-12, потужністю 550 к.с. 1 екземпляр.
- SOC-1 (Curtiss Model 71A) — перший серійний зразок з двигуном Pratt & Whitney R-1340 Wasp-18 (550 к.с). Побудовано 135 літаків.
- SOC-2 (Curtiss Model 71B) — варіант з двигуном Pratt & Whitney R-1340 Wasp-22 (550 к.с). Побудовано 40 одиниць.
- XSO2C-1 (Curtiss Model 71C) — модифікація літака, лише один прототип, на озброєння не надходив.
- SOC-3 (Curtiss Model 71E) — варіант, подібний SOC-2 з незначними вдосконаленнями. Виготовлено 83 літаки в поплавковому варіанті (з можливістю перестановки на колеса). Частина машин в 1942 р переобладнана на палубні SOC-3A.
- SOC-3A — варіант SOC-4, переданий 1942 році до складу ВМС США з модифікованим аерофінішером.
- SOC-4 (Curtiss Model 71F) — версія літака для авіації Берегової охорони, гідролітак, що відповідав SOC-3, але без можливості старту з катапульти. 1938 року випущено 3 літаки, в 1942 році переданих ВМС і переобладнаних на палубні SOC-3A.
- SO2C — модернізований SOC-3, з подовженим фюзеляжем і посиленим двигуном R-1340-35. 1 прототип.
- SON-1 — партія SOC-3, випуску компанії Naval Aircraft Factory. 64 одиниці.

## Літаки, схожі за призначенням, ТТХ та епохою застосування
| - Fairey Seafox - CANT Z.505 - CANT Z.506 Airone - IMAM Ro.43 - Fokker T.III | - Fokker C.XI-W - Fokker C.XIV - Arado Ar 196 - Heinkel He 59 - КОР-1 | - КОР-2 - Curtiss SC Seahawk - Curtiss SO3C Seamew - Grumman J2F Duck - Vought OS2U Kingfisher | - Vought O5U - Latécoère 298 - Lioré et Olivier LeO H-43 - Aichi E13A - Mitsubishi F1M | - Nakajima E8N - Watanabe E9W |